# جف هورناسک
جف هورناسک (انگلیسی: Jeff Hornacek، زاده ۳ مه ۱۹۶۳) بازیکن سابق و مربی بسکتبال اهل ایالات متحده آمریکا است.
وی سابقه بازی در تیم‌هایی همچون فینیکس سانز، فیلادلفیا سونتی‌سیکسرز و یوتا جاز را در کارنامه دارد.